# خاندان آل آقا
آل آقا نام خاندانی است که از نسل آقا محمدعلی بهبهانی تشکیل شده‌است. آقا محمدعلی بهبهانی جد اصلی این خاندان که یک روحانی شیعه بود، در اواخر قرن هجدهم میلادی باهدف تبلیغ تشیع به شهر کرمانشاه مهاجرت و در آنجا اقامت کرد. وابستگان این خاندان کرد و غیرکُرد در ایران بیش از همه در شهرهای کرمانشاه و سپس تهران، قم، کاشان و نهاوند ساکن هستند.

## سرسلسله
نسب خاندان آل آقا به آقا محمدعلی بهبهانی می‌رسد که فرزند محمدباقر وحید بهبهانی ملقب به استاد کل بود. وی در زمان حکومت الله‌قلی‌خان زنگنه، حاکم کرمانشاه در اواخر زندیه به کرمانشاه آمد و در این شهر ساکن شد. دربارۀ علت مهاجرت وی به کرمانشاه سه دلیل ذکر شده‌است: نخست درخواست الله‌قلی‌خان زنگنه، دوم شیوع طاعون در عتبات عراق، و سوم اشارۀ پدرش وحید بهبهانی. وی در حوالی ۱۱۸۶ قمری (۱۷۷۲ میلادی) همراه با خانواده و بستگانش به کرمانشاه آمد و در آنجا ماندگار شد. همچنین گفته شده که در سال ۱۷۷۱ میلادی برای تأسیس حوزهٔ علمیه‌ای در کرمانشاه فراخوان داده و از آخوندهایی از شهرهای شیعه‌نشین ایران و عراق درخواست کرد که برای مشاکت در تأسیس این حوزه به کرمانشاه بیایند. آقا محمدعلی نخستین فرد از این خاندان است که در کرمانشاه ساکن شده و نسل این خاندان از فرزندان وی می‌باشد. از آنجا که محمدعلی بهبهانی با نام آقا محمدعلی شناخته می‌شد و به همین دلیل نوادگان وی آل آقا به معنای خانوادهٔ آقا نام گرفتند. همچنین در ابتدای نام برخی از آنان نیز از کلمه «آقا» استفاده می‌شود.

### انتساب به شیخ مفید
بزرگان خانوادهٔ آل آقا و نوادگان محمدباقر وحید بهبهانی بر مبنای شجره نامه‌هایی که در دست دارند که نشان می دهد که سلسهٔ نسب آنان با چهارده واسطه به شیخ مفید می‌رسد.
مطابق با آنچه که سردار کابلی نقل کرده، این وصیت نامه‌ها بر مبنای وصیتنامه ایست که سید جعفر اعرجی کاظمینی ملقب به معین الاشراف، در زمان آقا اسدالله امام جمعه (نوادهٔ آقا محمد علی) نوشته است.پس از وی نیز فرزندانش هریک نسخه‌ای از آن برای خود تهیه کرده اند.
این شجره‌نامهٔ زمانی عمومیت یافت که در سال ۱۳۵۳ قمری (۱۳۱۳ خورشیدی و ۱۹۳۴ میلادی)، سید محسن جبل عاملی برای تهیهٔ منابع لازم برای تألیف کتاب اعیان الشیعه به ایران و کرمانشاه آمد و این شجره نامه به وی داده شد. از آنجا که این کتاب بعدها به عنوان منبعی شاخص برای نسب‌شناسی بزرگان شیعه به کرات مورد استفاده قرار گرفت، انتساب خاندان آل آقا نیز بارها با استناد به این کتاب نقل شده است. 
سید محمد محسن حسینی طهرانی در کتاب نوروز در جاهلیت و اسلام به این مطلب اشاره می‌کند که هم محمدباقر وحید بهبهانی و هم محمدعلی بهبهانی هر دو از محققین علمای رجال محسوب می‌شده‌اند و هر دو در کتاب‌هایشان بارها نام شیخ مفید را برده و از وی مطالبی نقل کرده‌اند.

## پراکندگی جمعیت
طبق تحقیقات نظام الدین آل آقا چندین هزار نفر از منسوبان به این خاندان در ۵ قاره دنیا وجود دارند و در ایران بیش از همه در کرمانشاه و سپس تهران و قم و کاشان و ساکن هستند.

## آرامگاه
آرامگاه خانوادگی خاندان آل آقا در کرمانشاه، در خیابان آرامگاه و در کنار پارک شیرین (چیاسور) قرار دارد که قبر بسیاری از وابستگان این خاندان در آنجا قرار دارد.

## اماکن
مکان‌ها و معابر متعددی به نام خاندان آل‌آقا نامگذاری شده‌است. در شهر نهاوند میدانی به نام میدان آل‌آقا وجود دارد که به نام این خاندان نامگذاری شده‌است. همچنین در شهر کرمانشاه خیابانی به نام ۴۵ متری آل آقا نامگذاری شده‌است.

## مشاهیر خاندان آل آقا
- وحید بهبهانی
- آقا محمدعلی بهبهانی
- احمد بهبهانی مؤلف مرآه‌الاحوال جهان‌نما که توسط علی دوانی به چاپ رسیده‌است.
- مرجان شیخ‌الاسلامی آل آقا (انجام اختلاس ۷/۴ میلیارد دلاری)[۵]
- اسدالله آل‌آقا (امام جمعه کرمانشاه)
- ابوعلی آل‌آقا (امام جمعه کرمانشاه)
- علی آل‌آقا (روحانی مدرس حوزه علمیه قم)
- رحیم آل‌آقا
- محمد جعفر بن محمدعلی بهبهانی
- محمدعلی علامه وحیدی
- محمد هاشم آل آقا
- غلامحسین اکبری آل‌آقا (معتمدالعلما)
- نظام‌الدین آل‌آقا (معلم، نویسنده و پژوهشگر)
- علی‌اکبر وحیدی آل‌آقا (مدیر ارشد صنعت نفت)
- محمد شاهکار آل‌آقا (حقوق‌دان، نمایندۀ تهران در دوره‌های ۱۸ و ۱۹ مجلس شورای ملی)
- مهری آل آقا (هنرپیشه و بازیگر)
- محمد ابراهیم اعلمی آل‌آقا (رئیس پیشین دانشگاه رازی)
- علی بهشتی آل‌آقا (رئیس پردیس کشاورزی و منابع طبیعی دانشگاه رازی)
- سلطان‌العلما
- محمدرضا اقبال آل آقا
- آهو آل‌آقا (هنرمند نقاش)
- لادن آل‌آقا، فعالی سیاسی و عضو سازمان چریک‌های فدایی خلق ایران
- نسترن آل‌آقا، فعالی سیاسی و عضو سازمان چریک‌های فدایی خلق ایران

### بستگان سببی خاندان آل‌آقا
- سید محمدحسین شهرستانی (نوه میرزا احمد آل آقا بن محمدعلی بن محمدباقر وحید بهبهانی)
- سید مرتضی نجومی
- حشمت‌الله طبیبی